# Rüddingshausen (Rabenau)
Rüddinghausen is een plaats in de Duitse gemeente Rabenau (Hessen), deelstaat Hessen, en telt 963 inwoners (2007).

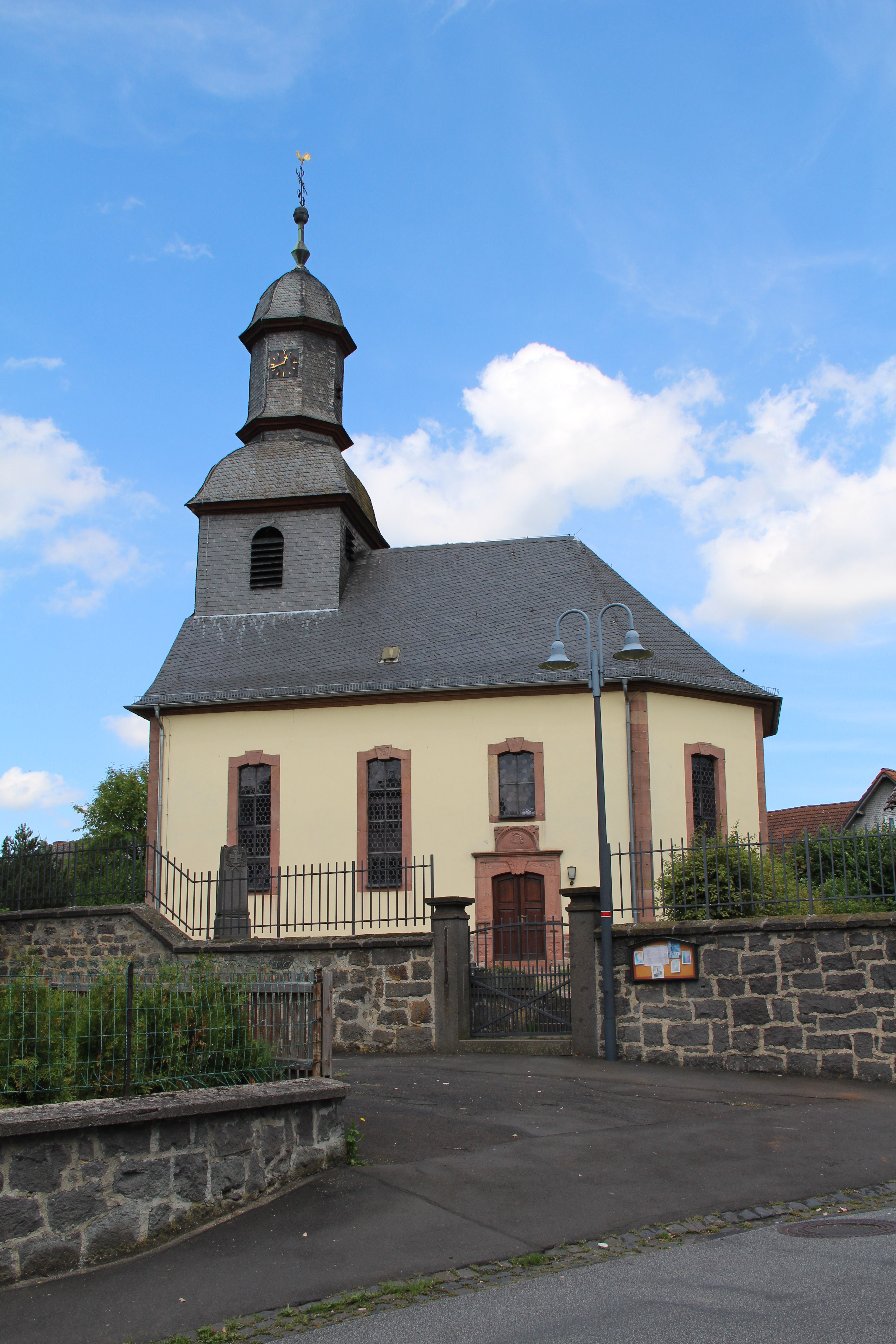
Lutherse kerk in Rüddingshausen